# Bobrov
Bobrov (russisk: Бобров) er en by i Voronezj oblast i Rusland. Den ligger ved floden Bitjug, omkring 90 km sydøst for Voronezj. Den har et indbyggertal på 20.806 (folketælling 2002).
Bosætningen blev grundlagt i 1698 som Bobrovskaja Sloboda. Den fik indvilget byrettigheder i 1779, og fik samtidig sit nuværende navn, Bobrov.